# Flisby kyrka
Flisby kyrka är en kyrkobyggnad i Nässjö kommun i Småland. Den ligger 1,5 mil nordväst om Eksjö och 4 km sydost om Flisby och tillhör Norra Solberga-Flisby församling, Linköpings stift.

## Kyrkobyggnaden
Flisby kyrka av sten med torn och absidformat kor är byggd 1850–1853 efter Johan Adolf Hawermans ritningar. Av den föregående stenkyrkan från 1100-talet återstår en låg ruin. 2013 genomfördes ombyggnad och ommålning av bänkinredningen i kyrkan.

## Inventarier
Bland inventarierna märks:
- Dopfunt av sandsten, upphovsman Bestiarius, 1100-talets andra hälft
- Krucifix av ek från sydskandinavisk verkstad i mitten av 1200-talet,
- Altarskåp av ek, nordtyskt arbete från omkring 1500,
- Altartavla av Gustaf Adolf Engman (1791-1858). Grundplåten till tavlan på 500 rdr skänkt av regementsskrivaren J. U. Dahlström.[2]

## Orglar

### Läktarorgeln
- 1855–1856 Sven Nordström, Flisby, bygger en piporgel med två manualer och bihangspedal. Tonomfång: manualer C-f³, pedal C-f¹ (pedalen utbyggd i senare tid). Enbart blindpipor i fasaden.
- 19 december 1859 invigs Sven Nordströms orgel med 18 stämmor.[3]
- 1915 renoveras orgeln av Lund & son, Linköping. Crescendoskåp byggs och registraturen förses med fria kombinationer. Lufttrycket höjs.
- 1925 utförs en renovering av David Petersson, Landsbro.
- 1943 installeras den första elektriska fläkten av John Westerlund, Lövsta bruk.
- 1974: Bröderna Moberg, Sandviken, renoverar orgeln. Insatserna koncentreras till spelmekaniken, bl.a. vidtas åtgärder för att dämpa slamret.
- 1999: Bergenblad & Jonsson, Farstorp, Nye, restaurerar orgeln så långt som möjligt till ursprungligt skick 1856, dock kvarstår crescendoskåpet, anordningen för fria kombinationer och pedalklaven från 1915. För intonationen svarar Tomas Svenske, Hagby Apalbavken, Vänge, och Mats Jonsson. Fasadens sekundära målning har behållits. Projektledare: orgelkonsult Carl-Gustaf Lewenhaupt. kontrollant: Mats Larsson, Eksjö.

Disposition:
| Manual C-f³                 | Öververk C-f³       | Pedal C-f¹       | Koppel                |  |
| Borduna 16', B/D            | Corno di Basetto 8' | bihängd manualen | Öververk/manual       |  |
| Principal 8'                | Borduna 8'          |                  |                       |  |
| Flagflöjt 8'                | Fugara 8'           |                  | Fri kombination 1 & 2 |  |
| Fleut d'Amour 8'            | Principal 4'        |                  | Calcant               |  |
| Qvinta 6', (eg. 5 1/3')     | Fleut Octaviand 4'  |                  |                       |  |
| Octava 4'                   | Fogott 8', B        |                  |                       |  |
| Flöjt 4'                    | Oboé 8', D          |                  |                       |  |
| Octava 2'                   | Crescendosvällare   |                  |                       |  |
| Cornett II ch., 2' + 1 1/3' |                     |                  |                       |  |
| Basun 16', B                |                     |                  |                       |  |
| Trumpet 16', D              |                     |                  |                       |  |
| Trumpet 8', B/D             |                     |                  |                       |  |

### Positivet
Positiv med fasad av blinda zinkpipor. Metallpiporna synes vara från en äldre orgel, måhända av Pehr Schiörlin. Registerandrag saknas - registrering sker medelst trampor.
Kronologi:
- 1800-talets mitt: Positivet troligen tillverkat av amatörorgelbyggare August Svensson, Krakebo, Barkeryd.
- Vid okänd tidpunkt inköpt av urfabrikör J. A. Magnusson, Nässjö, som därefter reparerar verket 1926.
- 1937 eller 1941: Flisby församling köper positivet av urfabrikör Magnusson.
- 1971: Reparation av orgelbyggare Richard Jacoby, Stockholm. Bl.a. utbyttes pedalens ej ursprungliga vällbräda mot en nygjord.

Disposition: